# Ковалёв, Михаил Маркович
 Михаи́л Ма́ркович Ковалёв  (21 ноября 1916 года — 14 апреля 1990 года) — украинский советский хирург, профессор (1961), заслуженный деятель науки УССР (1966). Ректор Черновицкого медицинского института (1954—1962).

## Биография
Михаил Маркович Ковалёв родился 21 ноября 1916 года в хуторе Дубовском (ныне Билокалитвинский район Ростовской области).
В 1937 году окончил Шахтинскую фельдшерскую школу, работал фельдшером травматологического отделения Шахтинского городской больницы. В 1939 году поступил в Донецкий медицинский институт (ныне Донецкий национальный медицинский университет имени М. Горького).
В годы Великой Отечественной войны добровольцем ушёл на фронт. Участвовал в обороне Витебска, Смоленска, Вязьмы, Новгорода, Ржева, Старой Русс, Ленинграда. Служил в должности военного фельдшера, затем начальника санслужбы отдельного штурмового батальона. Был ранен, трижды контужен.
В 1948 году окончил Донецкий медицинский институт. Работал до 1954 года в должности доцента кафедры факультетской хирургии. В сентябре 1954 года приказом Министерства здравоохранения назначен ректором Черновицкого медицинского института. С 1961 года — доцент кафедры факультетской хирургии, а с марта 1961 года по 1962 год — заведующий кафедрой факультетской хирургии.
В 1960 году защитил докторскую диссертацию на тему: «Материалы к изучению эндемического зоба в Северной Буковине (Вопросы этиологии зоба в свете проблемы микроэлементов. Клиника и хирургическое лечение узловых форм зоба)».
С 1962 года — заведующий кафедрой госпитальной хирургии Киевского медицинского института. В 1963 — 1972 годах возглавлял ученый совет Министерства здравоохранения УССР. С 1985 года работал профессором кафедры госпитальной хирургии Киевского медицинского института.
Умер в 1990 году. Похоронен в Киеве на Байковом кладбище.

## Научная деятельность
М. К. Ковалёв является автором около 50 научных работ, ответственный редактор 12 сборников научных работ Черновицкого медицинского института. Работы посвящены хирургии желудочно-кишечного тракта, эндокринной системы, неотложной хирургии.
Михаил Маркович Ковалёв подготовил 12 докторов наук и 48 кандидатов наук. Среди его учеников: И. Д. Танасиенко, А. А. Бурка, Н. С. Пушкарь, С. А. Ярославцев, Черновицкие ученые — ректор Черновицкого медицинского института (1962-1974)  О. Д. Юхимец, В. С. Сходницкий, А. Н. Клименко.

## Награды
- Орден Ленина
- Ордена Отечественной войны I и II степени
- Орден Красной Звезды
- Два ордена Трудового Красного Знамени
- Медали «За отвагу», «За боевые заслуги»